# (22) Cal·líope
(22) Cal·líope és l'asteroide núm. 22 de la sèrie, descobert a l'Observatori George Bishop de Londres el 16 de novembre del 1852, per en John Russell Hind (1823-95). Fou batejat en honor de Cal·líope, musa de l'eloqüència.
Té un satèl·lit amb la denominació S/2001 (22) 1. En W. J. Merline (Institut d'Investigació Southwest, el SRI) i en F. Menard (Observatori de Grenoble), descobriren aquest satèl·lit.lit amb imatges directes en banda H, tot emprant un sistema d'òptica adaptativa al telescopi de 3 metres del Canadà-França-Hawaii a Manu Kea el 2 de setembre del 2001.
Per altra banda en J. L. Margot i en Michael E. Brown (Institut de Tecnologia de Califòrnia), descobriren en el planeta menor de classe M, Cal·líope, un saèl·lit amb imatges obingudes emprant un sistema d'òptica adaptativa en el telescopi W. M. Kech II a Mauna Kea, el 29 d'agost del 2001. Aquest satèl·lit du el nom de Linus.